# Liquid Fuel Engineering Company

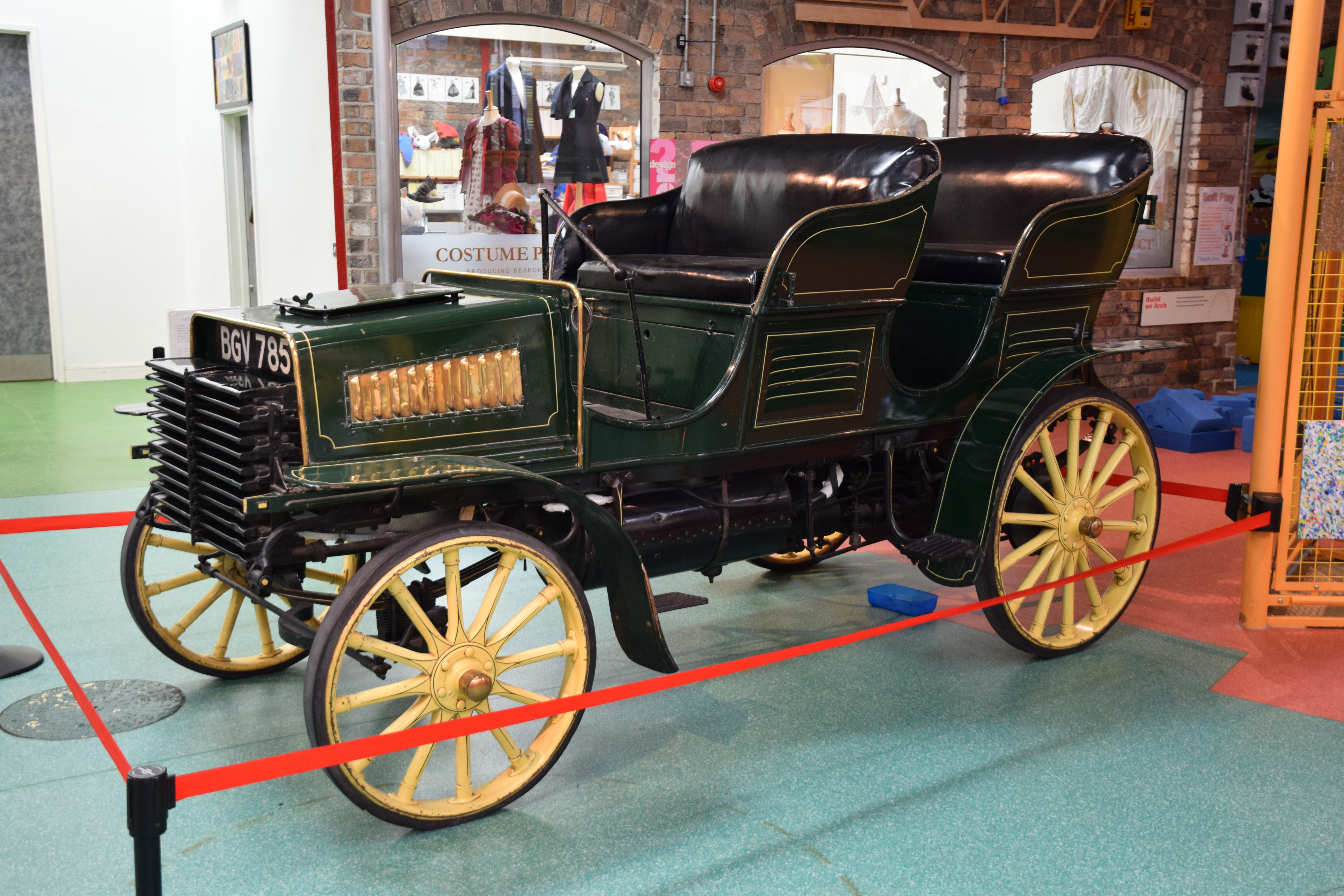
Lifu von 1901

Liquid Fuel Engineering Company war ein britischer Hersteller von Automobilen.

## Unternehmensgeschichte
Das Unternehmen wurde im 19. Jahrhundert in Cowes auf der Isle of Wight gegründet. 1898 war Henry Alonzo House, ein Dampfwagenpionier aus den USA, Manager. Unter seiner Leitung begann die Produktion von Lieferwagen und Bussen mit Dampfmotor sowie Bootsmotoren. Der Markenname lautete Lifu. Personenkraftwagen stellte das Unternehmen nicht selber her, sondern ließ sie bei verschiedenen vertraglich gebundenen Unternehmen wie Thomas Noakes & Sons aus London fertigen. Steam Car Company (House's System) Limited, ebenfalls unter Leitung von Henry Alonzo House, aus London vertrieb die Fahrzeuge. 1900 schloss Lifu das Werk in Cowes, fertigte aber noch bis mindestens 1908 Bootsmotoren in Hamworthy.

## Personenkraftwagen
Personenkraftwagen entstanden zwischen 1899 und 1902. Zweizylinder-Dampfmotoren waren vorne im Fahrzeug montiert und trieben die Hinterachse an. Ein viersitziges Fahrzeug von 1901 existiert noch heute.